# Балюк Олександр Олександрович
Олександр Балю́к (* 19 квітня 1974, с. Пилиповичі, Житомирська область, Українська РСР — † 20 лютого 2014, Київ, Україна) — учасник, захисник Євромайдану. Герой Небесної Сотні. Герой України.

## Життєпис
Виріс в інтелігентній сім'ї: батько — інженер, мати — економіст. Був одружений, мав доньку.
Проживав у селі Пилиповичі, Новоград-Волинського району Житомирської області.
Трирідний брат — композитор Сергій Ярунський.

## На Майдані
Стояв на охороні барикади біля Національної музичної академії України ім. П. І. Чайковського по вулиці Городецького, 1. Входив до сотні «Самооборони Євромайдану» Віталія Кличка.
Помер 20 лютого від вогнепального поранення грудної клітки з пошкодженням внутрішніх органів.
Зі слів очевидців, будучи тяжко пораненим, намагався врятувати життя іншого пораненого на вулиці Інститутській.
Рідні впізнали його тіло 28 лютого в морзі на Оранжерейній.
Похований у рідному селі Пилиповичі.

## Нагороди та вшанування
- Звання Герой України з удостоєнням ордена «Золота Зірка» (21 листопада 2014, посмертно) — за громадянську мужність, патріотизм, героїчне відстоювання конституційних засад демократії, прав і свобод людини, самовіддане служіння Українському народу, виявлені під час Революції гідності[2]
- Медаль «За жертовність і любов до України» (УПЦ КП, червень 2015) (посмертно)[3]
- 18 лютого 2016 року на фасаді Пилиповицької ЗОШ відкрито пам'ятну дошку на честь Олександра Балюка